# Falce (asterismo)

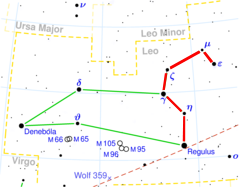
L'asterismo della Falce.

La Falce, noto anche come Falce Leonina, è un asterismo molto brillante e caratteristico, visibile entro i confini della costellazione del Leone.

## Osservazione
La Falce si trova nell'emisfero boreale, ma abbastanza prossimo all'equatore celeste da poter essere osservato da tutte le aree abitate della Terra, diventando invisibile solo in prossimità dell'Antartide. È formato da cinque stelle, la cui disposizione ricorda bene la forma di una falce: Regolo è la principale e più meridionale del gruppo, e assieme a η Leonis ne costituisce il "manico"; Algieba, Adhafera, Ras Elased Borealis e Ras Elased Australis, che nella costellazione rappresentano il collo e la testa del Leone, nell'asterismo rappresentano invece la lama della falce.
Il periodo più adatto alla sua osservazione ricade nei mesi di febbraio-marzo-aprile, ma nell'emisfero boreale questo periodo può essere molto più lungo, a seconda della latitudine.